# Cabeço de Montachique
O Cabeço de Montachique é uma pequena localidade dividida por dois concelhos (Mafra e Loures) e três freguesias (Fanhões e Lousa, no concelho de Loures, e o Milharado, no concelho de Mafra).
A localidade é definida pelos seus inúmeros Casais, Quintas, Moinhos e Outeiros, como por exemplo, o Outeiro das Pêgas, Casal de Santo António, Quinta do Choupo, Moinho Sarradas das Velhas, Quinta de S. Gião e o Casal do Andrade (embora este último fique fora da povoação, é aceite como parte integrante da localidade).
No topo da montanha, que lhe dá o nome, encontramos um «fragmento» de manto basáltico poupado pela erosão. É o ponto mais alto do concelho de Loures (409 metros) onde é possível observar, no seu topo, toda a região de Lisboa até Setúbal (Almada).

## Orago
A localidade de Cabeço de Montachique encontra-se devota da Nossa Senhora do Livramento, com respectiva capela em sua homenagem.

## História
Descansando sobre montes verdejantes e de topografia irregular, encontramos a localidade de Cabeço de Montachique, sensivelmente a 10 km da Cidade de Loures, no distrito de Lisboa.
De origens antigas, as primeiras alusões a este lugar surgem nos registos da Alfândega das Sete Casas (referenciada no decreto de 17 de Setembro de 1833). Contudo, a existência deste serviço já era conhecido no reinado de D. Manuel I, apontando-se o seu funcionamento no século XVI com “Ver o peso”, “Marçaria e Herdade”, “Sisa da Fruta”, “Portagem”, “Sisa da Carne”, “Sisa do Peixe” e “Terreiro”. Cabeço de Montachique era considerada uma estação subalterna, com a denominação de “Registo”, directamente dependente da Alfândega das Sete Casas. Esta foi extinta pelo decreto de 11 de Setembro de 1852 que, unindo-a ao Terreiro Público, formou a Alfândega Municipal.[1]
No século XIX, e também nos inícios do século XX, esta povoação de génese rural disseminava-se pelos terrenos existentes e aráveis, de uma forma dispersa, onde se destacavam as Quintas, que concentravam a actividade agrícola.
Contudo, ainda no século XIX, Cabeço de Montachique adquiriu importância, quando se assumiu como um dos pontos importantes das Linhas de Torres, aquando do período das Invasões Francesas, em Portugal.
Em 1808, durante o mês de Agosto, e na sequência da tomada dos Altos da Columbeira pelos ingleses, o veterano General Delaborde (do exército francês), perante a enorme desvantagem numérica,e sempre esperando a chegada de reforços, é obrigado a recuar em direcção a Lisboa. De início, e protegida por cargas controladas dos esquadrões de dragões a cavalo, a retirada da divisão Delaborde torna-se caótica na passagem pela Zambujeira dos Carros, perdendo-se boa parte da artilharia e bagagem. O general francês, já no Cabeço de Montachique, perto de Loures,recebe ordens de Junot, para se juntar à força principal francesa em Torres Vedras.
Ainda neste contexto, Cabeço de Montachique foi o quartel-general do 5.º Distrito, e também ponto de encontro das tropas, quando no início de 1810 recolheram às Linhas por ordem de Lord Wellington.
De salientar ainda, a colocação de vigias nas estradas de Mafra e Cabeço de Montachique (posicionadas pelo Conde de Bonfim), na madrugada de 22 de Dezembro, no decurso da batalha de Torres Vedras, em 1846. Deste período, ainda hoje, é possível observar vestígios desta presença, nomeadamente o denominado “Reduto de Montachique”, que à data encontrava-se incluído na 2.ª linha do sistema defensivo, articulando-se com outras posições militares próximas, situadas na serra de Ribas e dos Picotinhos. O objectivo primordial, desta estrutura da arquitectura militar portuguesa, era o de controlar o acesso da estrada de Mafra, defendendo a estrada de Lousa e o desfiladeiro do Freixial.
Todo este sistema apoiava-se numa rede viária hierarquizada, onde a comunicação era efectuada por uma sinalética implementada pela Marinha Portuguesa. No concelho de Loures, existiam dois “postos de sinais”; um em Montachique e outro no monte de Serves (a sueste de Bucelas). Este “Reduto” define-se pela sua planta poligonal, sendo circundado por um fosso seco, escavado na rocha. É possível observar vestígios de alvenaria no reparo e na entrada. Esta obra militar tinha capacidade para 150 soldados e duas peças de artilharia de calibre 12.
Já no período que ficou conhecido como Guerra Civil Portuguesa ou Guerras Liberais (1828-1834), valerá a pena mencionar que, em 1833, ao aproximar se de Lisboa, onde mal conseguiu entrar, D. Miguel faz uma proclamação ao povo, a partir do Paço em Cabeço de Montachique, em 2 de Setembro de 1833, seguindo no mesmo dia com o quartel general para Loures, onde publica na Ordem do Dia uma segunda proclamação, desta vez ao seu exército. [2]
De salientar também, que as águas provenientes de Cabeço de Montachique eram no século XVIII conhecidas para efeitos terapêuticos (Anemias, anémorreias, nevroses -Contreiras, 1951), sendo caracterizada por ser Sulfatada cálcica, ferruginosa  (Contreiras, 1951). Foram mencionadas na Memória do médico João Nunes Gajo, e apresentada à Academia das Ciências em 1780.
No início do século XIX esta água era comercializada em Lisboa, como se deduz de anúncios na Gazeta de Lisboa de 1812 até 1817., com os seguintes preços: garrafa de ½ canada 200 reis; de quartilho 140 reis; de ½ quartilho 110 reis, havendo um abatimento de 60 reis pelo vasilhame (Acciauoli, 1949)
Guilherme Eschewege na sua Memória Geognóstica, ou golpe de vista da estratificação de diferentes rochas, de 1831, classifica estas águas como águas férreas e diz haver várias nascentes. (cit. Acciauoli 1944/II,127 ) O deputado Tavares Macedo apresentou às cortes, na sessão de 20 de Julho de 1839, a proposta “… que o governo seja autorizado para dar à sociedade Pharmaceutica um conto de reis para trabalhos chimicos, especialmente a análise de águas mineraes […] vamos dar uma prova e estima a uma sociedade muito importante, uma sociedade que está fazendo grandes estudos, o que vai fazendo muita honra ao nosso Portugal”.
Transformada em lei a 31 de Julho de 1839, a Sociedade Farmacêutica Lusitânia realizou ainda nesse ano a análises das nascentes nos arredores de Lisboa : Casal de Barras; Vale de Camarões; Quinta da Sadinho; Quinta dos Ribeiros; Quinta do Botão de Baixo; Cabeço de Montachique; Venda Seca e Vale de Lobos.
Sendo que, sobre as nascentes em Cabeço de Montachique, escreveu Lopes (1892): “ há várias nascentes de água férrea, sendo a mais importante a da Estrada junto do chafariz”.
Em 1913, a localidade era conhecida pelo topónimo de “Cabeça de Montachique”, onde o sector primário (agricultura e pastorícia) assumia factor de desenvolvimento económico. A povoação inseria-se na denominada zona saloia, que abastecia a Cidade de Lisboa com os seus produtos hortícolas. Deste período destacam-se a Quinta de S. Gião e da Sardinha, ambas na actual Rua Dr. Catanho de Menezes.
Aqui, era possível observar diversas espécies de aves, como por exemplo; a carriça, o gaio, a perdiz, o tentilhão e o mocho-galego. Entre os anfíbios, encontravam-se a rã-verde, o sapo, a salamandra-de-costas-salientes e o tritão-de-ventre-laranja, e nos répteis a cobra-rateira, o cágado, a lagartixa-do-mato e o sardão e mamíferos como o coelho bravo, a doninha e o texugo. Não é de estranhar por isso, que nos finais do século XIX e início do século XX, Cabeço de Montachique, tivesse sido uma importante estação climática, muito procurada pelos tuberculosos de poucos recursos devido aos seus “bons ares”.
Esse fenómeno deveu-se em parte, à propagação epidémica da tuberculose, que ocorria por toda a Europa nessa altura. E embora a vacina tenha sido criada por volta de 1906, não foi devidamente disseminada até ao final da metade do século XX. Esta, aliada à melhoria significativa das condições da saúde pública levou a que a mortalidade aliada à tuberculose descesse a pique até aos dias de hoje. Mas enquanto a medicina não evoluía e o mundo assistia atónito à disseminação desta doença respiratória e contagiosa, com maior incidência entre as classes mais pobres, eram precisas alternativas. Criaram-se então sanatórios, estabelecimentos que atingiam proporções dignas de autênticas prisões e que eram dedicados ao isolamento e tratamento da doença (apesar dos benefícios do “ar fresco”, 75% dos doentes internados nestes sanatórios acabavam por morrer no prazo de 5 anos, segundo dados de 1908).
Assim, e dentro deste contexto, bem como, a localização geográfica de Cabeço de Montachique face a Lisboa, verifica-se com normalidade e fatalidade necessária, o papel importante que esta localidade assumiu nos cuidados de saúde contra a tuberculose. Chegaram a existir, nesta área, pelo menos 5 estruturas deste tipo. Dessa época destacam-se; o Sanatório Grandella (ou Albergaria) no sopé do monte – junto à Estrada Nacional N.º  EN374 – que nunca foi concluído, a antiga Casa de Saúde Guedes (na Rua Dr. João António Oliveira Assunção), a «Casa da Bela Vista» (com outro nome - hoje em ruínas, no topo do monte da Bela Vista) e a Quinta de S. Gião (pertença do Ministério da Saúde, que albergou o Antigo Centro Psiquiátrico de Recuperação de Montachique). O crescente movimento de pessoas, que procuravam em Cabeço de Montachique o ar puro e a cura para as suas maleitas, trouxe consigo uma panóplia de pessoas (que vieram em busca de trabalho e por conseguinte, de condições económicas mais favoráveis) e um conjunto de ferramentas de apoio (necessários a toda uma estrutura inerente aos doentes infecto-contagiosos - tuberculose). Este facto trouxe consigo um crescimento exponencial de habitantes (mas também aumentou o risco de contágio com a população) e de infra-estruturas. O curioso, é que muitos dos doentes da altura, acabaram por constituir família com as pessoas, que os tratavam, tendo permanecido na região até aos dias de hoje.
A provar a importância do lugar, verifica-se a existência de uma carreira até Montachique, nos idos anos de 1915, da Companhia Carris em autocarros fornecidos pela Leyland, que obedeciam às normas impostas pelo Governo Civil de Lisboa: deviam possuir tejadilho, cortinas laterais por causa do Sol, bancos estofados com palha no assento e encostos de material imitando couro; tinham rodas de borracha e motores de 55 CV. Além deste destino, existam ainda carreiras para: para Algés, Carnaxide, Caneças, Bucelas, Mafra e Ericeira e, efemeramente, também Sintra. E por percorrem os arredores saloios, chamou-se-lhes carros saloios. No fim daquele ano de 15, por causa da Grande Guerra, os carros saloios acabaram.
Os últimos sanatórios da região encerraram em 1971, tendo os edifícios que os albergavam, convertidos para outros usos. Outros foram abandonados e ficaram em ruínas. O impacto do fenómeno dos sanatórios foi tão grande, que muitos médicos tinham a sua residência na localidade e deram mais tarde o seu nome a alguns arruamentos, como por exemplo; a Rua Dr. João António Oliveira Assunção.
Actualmente, Cabeço de Montachique reduz-se à sua qualidade de “aldeia”, pouco povoada, devido em parte ao êxodo provocado pela falta de edifícios habitacionais, oportunidades de emprego e isolamento, a que a localidade ficou vetada durante anos. A esse facto não pode ser alheio a sua divisão administrativa, que em muito contribui para a quezília intermunicipal, que muitas das vezes, se limita a encontrar problemas, em vez de outras soluções.
Já neste século, urbanisticamente verifica-se um salto na construção nova, nomeadamente no novo loteamento, que originou a possibilidade da construção da nova escola primária. O núcleo antigo, mais do que nunca, encontra-se vetado ao abandono. Pelos seus proprietários. Pela responsabilidade municipal e central.

## Património construído
Na localidade, que se encontra pouco desenvolvida urbanisticamente, salienta-se a construção ao longo das Ruas Dr. Catanho de Menezes, 1.º de Maio e Dr. João António Oliveira Assunção. É um edificado com uma média de 2 pisos, salientando-se o núcleo antigo presente, junto ao Largo 25 de Abril e Rua Catanho de Menezes. É um aglomerado urbano construído sobre a topografia do terreno, onde se pode encontrar uma simbiose entre edifícios e natureza.
Salienta-se o seguinte Património Construído:
- Quinta de São Gião (Fanhões) - Referenciado no Património Cultural Construído do Concelho de Loures de 1988;
- Capela de Nossa Senhora do Livramento (Fanhões)- Referenciado no Património Cultural Construído do Concelho de Loures de 1988;
- Chafariz (defronte à Capela) (Lousa);
- Antiga Residência do Dr. Catanho de Menezes (Fanhões)- Referenciado no Património Cultural Construído do Concelho de Loures de 1988 - entretanto demolido;
- Quinta da Sardinha (Lousa)- Referenciado no Património Cultural Construído do Concelho de Loures de 1988;
- Ruínas do Antigo Sanatório Grandella (Lousa);
- Antigo Edifício dos Correios (Lousa) - Referenciado no Património Cultural Construído do Concelho de Loures de 1988;
- Chalé de Verão da Família Grandella (Milharado).

## Parque Municipal do Cabeço de Montachique
O Parque Municipal do Cabeço de Montachique é uma área florestal gerida pela Câmara Municipal de Loures composta por várias instalações desportivas e de desportos radicais.

## Personalidades ligadas à localidade
- Dr. João Catanho de Menezes - Natural da freguesia do Faial, ilha da Madeira, onde nasceu a 17 de Abril de 1854. De 1874 a 1879 frequentou a Faculdade de Direito da Universidade de Coimbra, onde se licenciou em Direito. Teve banca de advogado em Lisboa, onde conquistou um lugar de destaque. Progressista, representou a Madeira nas Cortes em 1890, 1897 a 1899, 1900, 1905 a 1906, abandonando o partido em 1907. Com o advento da República, filiou-se no Partido Democrático e, em 1914 foi presidente da Câmara Municipal de Lisboa e, em 1915, foi Ministro da Justiça no governo presidido pelo Dr. José de Castro. Voltou a ter esta pasta de Fevereiro a Dezembro de 1922, de Julho a Novembro de 1924 e de Agosto de 1925 a 28 de Maio de 1926. Entrou como deputado para o Parlamento republicano em 1915, sendo eleito líder dos Democratas, transitando depois para o Senado. Passou então à advocacia, vindo a ser indicado pela Câmara Municipal de Lisboa para árbitro na questão do preço da luz eléctrica, em 1931 e o lugar de Presidente do conselho superior disciplinar da Ordem dos Advogados. Faleceu em Cabeço de Montachique, a 16 de Maio de 1942.

## Festividades
1. Quinta-feira de Ascensão (ou de Espiga) (dia do Feriado Municipal de Mafra);
2. Festas em Honra da Nossa Senhora do Livramento (no último fim de semana do mês de Julho ou no primeiro fim de semana do mês de Agosto);
3. Festival de Folclore (normalmente no primeiro fim de semana do mês de Setembro) realizado pelo Rancho Folclórico e Etnográfico do Cabeço de Montachique, mas que já não é realizado em Cabeço de Montachique.

## Ditos populares
«Costas e Grandellas… longe delas!» – referindo-se aos elementos femininos da Família Costa e Grandella.

## Outras referências
«A um lavabo do Rossio chegou um saloio "apertado" e, quando se preparava para fazer o seu "chichi" sentiu uma mão que lhe agarrava o pipe-line. Ficou aflito e dá um grito: "Atão isto aqui não é como lá em Montachique? Lá cada um mija ca sua…!"» (in Costa, Beatriz, MULHER SEM FRONTEIRAS, Publicações Europa-América, 1981, p. 79).